# Den nat vi faldt
|  | Denne artikel er oprettet af botten Steenthbot ud fra en ekstern database. Den kan derfor have sproglige fejl eller mangler. Denne skabelon kan fjernes efter kontrol af indholdet. |

Den nat vi faldt er en dansk dokumentarfilm fra 2018 instrueret af Cille Hannibal.

## Handling
I 'Den nat vi faldt' bliver vi konfronteret på vores værste frygt; at livet er kort og uforudsigeligt - og at vi aldrig ved om vi er her i morgen.
7 dage efter at fotograf Per Folkver dør træder vi ind i hans kone Mette Hannibals liv. Vi følger hendes sorgproces og det oprydningsarbejde, hun står med. Både følelsesmæssigt og fysisk. Hun bearbejder sorgen i takt med, at hun rydder op i Pers ting og i deres fælles liv. Når kasser bliver åbnet og Pers fotografier bliver gennemgået vokser historien om Per og Mettes kærlighed, og vi forstår tabet mere og mere jo længere og dybere, vi kommer ind i filmen og i deres fælles historie.

## Medvirkende
- Mette Hannibal
- Cille Hannibal
- Per Folkver
- Helle Hannibal
- Gerd Gouser Gudnarson
- Poul Rasmussen